# Mistrovství světa v boxu 1999
X. mistrovství světa v boxu proběhlo v Houstonu, Spojené státy americké ve dnech 20. až 27. srpna 1999. Organizátorem turnaje mistrovství světa byla Association Internationale de Boxe Amateur (AIBA).

## Česká stopa
Šéftrenér české reprezentace: Svatopluk Žáček
Na mistrovství světa startovali za Česko 4 boxeři:
- −57 kg: Araik Šachbazjan (* 1972) z SKP Sever Ústí nad Labem
- −63,5 kg: Lukáš Konečný (* 1978) z SKP Sever Ústí nad Labem
- −75 kg: Ladislav Kutil (* 1976) z Beck Box Club Praha
- −81 kg: Filip Bušina (* 1976) z SKP Sever Ústí nad Labem

## Výsledky
| Muži     | Zlato                          | Stříbro                      | Bronz                     | Bronz                    |
| -------- | ------------------------------ | ---------------------------- | ------------------------- | ------------------------ |
| –48 kg   | Brian Viloria (USA)            | Maikro Romero (CUB)          | Aleksan Nalbandjan (RUS)  | Suban Pannon (THA)       |
| –51 kg   | Bolat Džumadilov (KAZ)         | Omar Narváez (ARG)           | Waldemar Cucereanu (ROU)  | Andrzej Rżany (POL)      |
| –54 kg   | Crinu Olteanu (ROU)            | Kamil Džamalutdinov (RUS)    | Benoit Gaudet (CAN)       | Zachid Mechtijev (BLR)   |
| –57 kg   | Ricardo Juarez (USA)           | Toʻlqinboy Turgʻunov (UZB)   | Ramaz Palijani (TUR)      | Ovidiu Bobîrnat (ROU)    |
| –60 kg   | Mario Kindelán (CUB)           | Alexej Stěpanov (RUS)        | Dimitar Shtilianov (BUL)  | Gheorghe Lungu (ROU)     |
| –63,5 kg | Muhammadqodir Abdullayev (UZB) | Willy Blain (FRA)            | Ali Ahraoui (GER)         | Lukáš Konečný (CZE)      |
| –67 kg   | Juan Hernández (CUB)           | Timur Gajdalov (RUS)         | Lucian Bute (ROU)         | Leonard Bundu (ITA)      |
| –71 kg   | Marian Simion (ROU)            | Jorge Gutiérrez (CUB)        | Frédéric Esther (FRA)     | Ermachan Ibrajimov (KAZ) |
| –75 kg   | Oʻtkirbek Haydarov (UZB)       | Adrian Diaconu (ROU)         | Jevgenij Kazancev (RUS)   | Akın Kuloğlu (TUR)       |
| –81 kg   | Michael Simms (USA)            | John Dovi (FRA)              | Oleksij Trofimov (UKR)    | Ali Ismajilov (AZE)      |
| –91 kg   | Michael Bennett (USA)          | Félix Savón (CUB)            | Steffen Kretschmann (GER) | Kevin Evans (WAL)        |
| +91 kg   | Sinan Şamil Sam (TUR)          | Muchtarchan Dildabekov (KAZ) | Felix Ďjačuk (RUS)        | Paolo Vidoz (ITA)        |

## Medailová bilance
V boxu se rozdělilo celkem 12 sad medailí.
| Pořadí | Stát              |       | Muži    | Muži  | Muži | Celkem |
| Pořadí | Stát              | Zlato | Stříbro | Bronz |      | Celkem |
| ------ | ----------------- | ----- | ------- | ----- | ---- | ------ |
| 1.     | USA (USA)         |       | 4       | 0     | 0    | 4      |
| 2.     | Kuba (CUB)        |       | 2       | 3     | 0    | 5      |
| 3.     | Rumunsko (ROU)    |       | 2       | 1     | 4    | 7      |
| 4.     | Uzbekistán (UZB)  |       | 2       | 1     | 0    | 3      |
| 5.     | Kazachstán (KAZ)  |       | 1       | 1     | 1    | 3      |
| 6.     | Turecko (TUR)     |       | 1       | 0     | 2    | 3      |
| 7.     | Rusko (RUS)       |       | 0       | 3     | 3    | 6      |
| 8.     | Francie (FRA)     |       | 0       | 2     | 1    | 3      |
| 9.     | Argentina (ARG)   |       | 0       | 1     | 0    | 1      |
| 10.    | Německo (GER)     |       | 0       | 0     | 2    | 2      |
| 10.    | Itálie (ITA)      |       | 0       | 0     | 2    | 2      |
| 12.    | Ázerbájdžán (AZE) |       | 0       | 0     | 1    | 1      |
| 12.    | Bělorusko (BLR)   |       | 0       | 0     | 1    | 1      |
| 12.    | Bulharsko (BUL)   |       | 0       | 0     | 1    | 1      |
| 12.    | Kanada (CAN)      |       | 0       | 0     | 1    | 1      |
| 12.    | Česko (CZE)       |       | 0       | 0     | 1    | 1      |
| 12.    | Polsko (POL)      |       | 0       | 0     | 1    | 1      |
| 12.    | Thajsko (THA)     |       | 0       | 0     | 1    | 1      |
| 12.    | Ukrajina (UKR)    |       | 0       | 0     | 1    | 1      |
| 12.    | Wales (WAL)       |       | 0       | 0     | 1    | 1      |
| Celkem | Celkem            |       | 12      | 12    | 24   | 48     |